# Monte Goodsir
Il Monte Goodsir (o Goodsir Towers) è la più alta vetta dei monti Ottertail situate nelle Montagne Rocciose Canadesi nella provincia canadese della Columbia Britannica. Si trova nello Yoho National Park, prossima al confine con il Kootenay National Park. La montagna ha due importanti vertici, la Torre Sud (la vetta più alta con 3.567 metri) e la Torre Nord, (3525 m).
Il nome della montagna è in onore di due fratelli, John Goodsir (Professore di Anatomia presso l'Università di Edimburgo) e H.D.S. Goodsir (un chirurgo della nave HMS Erebus).
La prima scalata venne eseguita nel 1903 ad opera di C. Fay, H. Parker, C. Hasler e C. Kaufmann.